# Dolzhánskaya
Dolzhánskaya (del ruso: Должа́нская) es una stanitsa del raión de Yeisk del krai de Krasnodar, en Rusia. Está situada en la orilla del mar de Azov, en la base de la punta Dólgaya, en el extremo oeste de la península de Yeisk, 37 km al oeste de Yeisk y 200 km al noroeste de Krasnodar, la capital del krai. Tenía 7 019 habitantes en 2010.
Es cabeza del municipio Dolzhánskoye.

## Historia
La localidad fue fundada en 1848 por colonos cosacos del Mar Negro, provenientes del Dniéper. Hasta 1920 pertenecía al otdel de Yeisk del óblast de Kubán.

## Composición étnica
De los 7 102 habitantes que tenía en 2002, el 94.6 % era de etnia rusa, el 3.2 % era de etnia ucraniana, el 0.6 % era de etnia bielorrusa, el 0.2 % era de etnia tártara, el 0.2 % era de etnia armenia, el 0.1 % era de etnia adigué, el 0.1 % era de etnia georgiana, el 0.1 % era de etnia griega, el 0.1 % era de etnia azerí, el 0.1 % era de etnia alemana y el 0.1 % era de etnia gitana

## Clima
La localidad tiene un clima templado continental. La temperatura media oscila entre los -4 °C y loa 24 °C y la precipitación media es de 384 mm.

## Lugares de interés
La población se halla en el extremo de la punta de arena formada por el limán Dolgaya, que separa el golfo de Taganrog del mar de Azov. Es un lugar de importancia turística debido a sus playas naturales. La localidad cuenta asimismo con un museo de etnografía cosaca. Es de destacar la Iglesia de la Santa Trinidad.